# Bang Kapi
Bang Kapi (en tailandés: บางกะปิ) es uno de los 50 distritos (Khet) de Bangkok, Tailandia. Limita, en el sentido de las agujas del reloj, con los distritos de: Bueng Kum, Saphan Sung, Prawet, Suan Luang, Huai Khwang, Wang Thonglang, y Lat Phrao.

## Historia
El área de Bang Kapi fue una zona selvática y su historia data del periodo del reinado de 
Nangklao, cuando Chao Phraya Bodindecha (เจ้าพระยาบดินทรเดชา), en las luchas con los rebeldes de Champassack y Louangphabang ocupó la zona procediendo a establecer gente en la misma.
Conforme fue creciendo, Bang Kapi se constituyó como un amphoe de la provincia de Phra Nakhon. En 1966, el subdistrito det Huay Khwang y partes del de Bang Kapi se unieron para formar el amphoe Phaya Thai.
En 1972, Phra Nakhon y Thon Buri se fusionaron para crear la provincia de Krung Thep Maha Nakhon (actual Bangkok). Los distritos administrativos de la capital se cambiaron de amphoe y tambon a distritos (khet) y subdistritos (kwaeng), respectivamente. Bang Kapi se convirtió entonces en un khet con nueve kwaeng. En 1989, Lat Phrao y Bueng Kum se separaron para constituir distritos propios. En 1997, el subdistrito de Wang Thonglang se convirtió en distrito.

## Lugares de interés
- Universidad de Ramkhamhaeng
- Universidad de Assumption
- El complejo deportivo Hua Mak que incluye el Estadio de Rajamangala.

## Transportes
Por el distrito transcurre el khlong Saen Saeb.

## Administración y gobierno
El distrito está dividido en dos subdistritos (Kwaeng) gobernados por un consejo de ocho miembros.
| 1. | Khlong Chan | คลองจั่น |  |
| 2. | Hua Mak     | หัวหมาก |  |